# Thomisus dhananjayi
Thomisus dhananjayi là một loài nhện trong họ Thomisidae.
Loài này thuộc chi Thomisus. Thomisus dhananjayi được Pawan U. Gajbe miêu tả năm 2005.